# Алжир
Алжир (арап. الجزائر [] — „острва”), или службено Народна Демократска Република Алжир (арап. الجمهورية الجزائرية الديمقراطية الشعبية, берб. ⵟⴰⴳⴷⵓⴷⴰ ⵜⴰⵎⴻⴳⴷⴰⵢⵜ ⵜⴰⵖⴻⵔⴼⴰⵏⵜ ⵜⴰⵣⵣⴰⵢⵔⵉⵜ) је земља у северној Африци, коју на северу опасује Средоземно море. Више од четири петине њене територије прекрива Сахара на југу. Близу северног приобаља су планине Атласа, које се од истока према западу простиру у паралелним ланцима. У већем делу Алжира пољопривреда је прилично неразвијена, али зато ова земља спада у ред најбогатијих природним гасом и нафтом. Највише се извозе производи на бази нафте, затим воће и поврће. Алжир је највећа држава у Африци по површини са преко 2 милиона квадратних километара.
Алжир је регионална сила средње величине. Ова северноафричка земља снабдева Европу великим количинама природног гаса, и енергетски извоз је основа њене економије. Према подацима ОПЕК-а Алжир је на 10. мјесту по величини залиха нафте на свету и други је по величини у Африци. Ова земља има 9. највеће залихе природног гаса. Sonatrach, нафтна компанија је највеће предузеће у Африци. Алжир има једну од највећих војски у Африци и највећи одбрамбени буџет на континенту. Највећи део алжирског оружја се увози из Русије, са којом су блиски савезници. Алжир је члан Афричке уније, Арапске лиге, ОПЕК, Уједињених нација и оснивачки члан Уније арапског Магреба.

## Географија
Алжир је највећа држава у Африци, највећа арапска држава и највећа држава Медитеранског басена. 90% земље је пустиња, од којих највећу површину заузимају пешчане пустиње, али и камене, стеновите пустиње код планина Атлас.
Алжир, Оран, и Константин су највећи градови.

### Геологија и рељеф
Стратешки, културни и демографски центар државе одувек је био север. Већина обалског појаса је брдовита, понегде чак планинска, и има неколико (мало) добрих лука. Планине Атлас стварају природну заштиту северу земље од топле климе Велике пустиње. Овај танак предео уз обалу је нарочито плодан и погодан за људски живот као једно од јединих подручја медитеранске климе у Африци. Клима у приобаљу је топла и умерена, а киша пада углавном зими. За сувих и врелих лета температура премашује 32 степена. На копну, иза Атласких планина, клима је много сувља, а температура варира од 49 °C дању до 10 °C ноћу.
Ретко насељена и неплодна Сахара заузима више од 90% алжирске територије. Сахару у Алжиру можемо поделити на неколико области на основу њене елевације. Одмах испод атласког венца налази се Велики западни ерг, а са друге стране Велики источни ерг, знатно мање надморске висине од свог западног пара. Међу њима налази се простор историјски називан Мзаб. На простору између ова два ерга и високих Хогарских планина налази се висораван Тадмаит, која још једном одваја нижи предео пустиње у југоистоку земље. Хогарске планине достижу огромне висине и у свом склопу садрже највиши врх Алжира, Тахат, који досеже 2,918 метара. Ненасељена пустиња је важна првенствено због богатих налазишта нафте и земног гаса, али је због своје слабе насељености и општег одсуства природе једно од најопаснијих подручја у држави.

### Воде
Алжирска клима и рељеф нису нарочито погодни за формирање природних река. Ипак, мање воде извиру на врховима Атласа и Хогара, мада нису пловне и користе се једино у наводњавању. Највећа река је Челиф, која извире на Атласу и протеже се 725 километара до Средоземног мора. Толики део Алжира се наводњава уз помоћ ове реке да њен доњи ток готово начисто пресуши у летњим периодима, јер су кише ретке и не успевају да надокнаде сву узету воду. Сем ње, друге речице протежу се само неколико километара и немају никакву управну сврху. Неке од њих су Хамам, Мазафран, Исер, Сумам, и друге.

### Флора и фауна
На нижим просторима Тела, дела Атласовог венца који се налази на северу земље, могу се наћи простори налик оним са друге стране Средоземља. Овде расту, палме, маслине, макије, ловори и друго жбуње, а у неким просторима јављају се негусте шуме кедра, па чак и скоро нестали зимзелени храст. Како се крећемо ка југу, ово медитеранско окружење прелази у неку врсту степе (травнате површне без дрвенастог биља), мада се овде и даље могу наћи врсте палми међу којима је и урма. Уласком у праву пустињу биљни живот скоро па и да се губи. Овде преживљавају једино најиздржљивије биљке којима не треба скоро ни мало воде, међу којима су неке врсте трава, као и дрвеће акација, тамариск и џуџубе.
Међу животињским светом у плоднијем делу земље настањују се муфлони, дивље свиње, берберски јелени и макакији. Неколико врста птица селица овуда пролазе, укључујући роде и фламингосе. У пустињском подручју живе животиње карактеристичне за овакве пределе; пустињске лисице, шакали, пустињски пацови и зечеви, а међу већим сисарима ретко се могу наћи хијене и газеле. Инсекти су овде многобројни и карактеристичне су, као и у другим деловима Африке, најезде јата скакаваца на усеве.
Шкорпије су честе у пустињским и полупустињским пределима.

### Земљиште
На самој обали јавља се плодна црвеница. Остатак земљишта полазећи одавде ка југу постаје све неплоднији и становништво овде се фактички ни не бави земљорадњом. Алжирске власти су у више наврата покушале да побољшају квалитет земљишта у деловима земље амбициозним пројектима пошумљавања 70-их и 80-их година. Ови пројекти били су само делимично успешни, једним делом због ерозије проузроковане пустињским ветровима.

### Клима
Алжир је нарочито топла земља, не само због свог географског положаја у Сахари, већ и због фактора као што су ветрови и кишовитост. Киша пада једино у северним областима, и четири петине те кише падају зими, у временском простору између октобра и марта. Јул и август често не виде ни дан кише. Држава добије око 760 милиметара падавина годишње, а у најкишовитијем региону земље, Кабилији, тај број порасте до 1000. Киша у пустињи очигледно не пада, а на вишем Атласу и у самом прелазу Атласа у пустињу пада око 400 милиметара.
У обалном подручју, како је раније и напоменуто, развија се типична средоземна клима, окарактерисана сувим, топлим летима и кишовитим, умереним зимама. Источна обала погоднија је за обрађивање земље, док је на западу, почевши од долине реке Челиф, то фактички немогуће без доброг наводњавања и већина неурбаног становништва овде се ослања на сточарство као главни облик пољопривреде. Ноћи су, у контрасту са остатком дана, свеже и хладњикаве, јер сув ваздух лако отпушта топлоту. На вишим пределима Атласа и Хогара клима може прерасти у планинску. У пустињи преовладава топла пустињска клима, где дневне температуре досежу и опасних 40 °C.

## Историја

### Праисторија
Људске врсте се настањују у Алжиру барем 1,8 милиона година, судећи по налазима примитивних алатки у региону. Фосили Х. еректуса стари 700 хиљада година нађени су 1954. Неолитска револуција захватила је подручје данашњег Магреба између 6.000. п. н. е. и 2000. п. н. е.

### Антички период
У већини историјских раздобља, термин "Алжир" односи се само на северну територију земље; области у Сахари додате су у склоп земље тек током француске колонизације. Домороци овог подручја су Бербери, народ који и данас настањује велика подручја Магреба. Бербери су живели у племенским заједницама кроз већи део старог века, мада нису били потпуно примитивни и напредна земљорадња, трговина и општа политика и дипломатија је код њих била опште позната. Позната су имена неких племенских заједница, као што су Гетули и Масили. Поглавар ових других, Масиниса, евентуално ће основати берберску краљевину у Алжиру звану Нумидија (202. — 40. п. н. е). У свом највећем опсегу контролисала је читав северни Алжир и пограничне области данашњег Туниса.
Феничани, трговачки народ са Блиског истока, прецизније данашњег Либана, почели су да оснивају колоније на обалама овог подручја негде од 900. године п. н. е. Неки од ових градова су Салде, Картена, Јол, Русадир, а највећи и најпознатији од њих, Картагина, основан је у данашњем Тунису, неколико километара поред данашњег града. Картагињани су евентуално постали регионална сила која је заповедала, не само својом облашћу у Тунису, већ и скоро свим обалним градовима у Алжиру, преко којих је контролисала читаво западно Средоземље. Познато је да су из овог подручја Картагињани за своју војску често узимали слонове, којих је у овом периоду на овим просторима било доста. Они, заједно са берберским лавовима и другим животињама бивају истребљени за време римске владавине.

#### Римска власт
Римска република у Италији у међувремену долази у конфликт са Картагином око превласти на Средоземљу. Римљани ће победити Картагину у сва три Пунска рата, у другом ће са великим мукама успети да потпуно здроби феничанску силу и лиши је свих њених поседа ван околине главног града. Нумидија је користила слабост Картагине у овом периоду и били су чести и успешни упади на пунску територију, при којима је Картагина била приморана на срамотне мировне споразуме. У Трећем пунском рату (149. — 146. п. н. е) Римљани ће сравнити Картагину са земљом и на подручју њених бивших територија основати провинцију Африку. Нумидија је сада имала границу са римском силом и била је под директном претњом њене експанзије.
Ипак, Нумиђани су били у углавном добрим односима са Римом због дељених непријатељстава са Картагином. Међутим, ситуација се мења након што нелегитимни владар Југурта преузима престо у Нумидији, што провоцира Рим на рат. Трајаће до 105. п. н. е. и Југурта ће бити приморан да преда неке од својих територија римској провинцији Мауретанији. Након смрти Југурте Нумидија се распада на неколико независних краљевина, и читава биће интегрисана у сада Римско царство 46. п. н. е., завршетком грађанског рата у Риму у којем су берберски краљеви били умешани.
Преко римске владавине хришћанство бива доведено у северну Африку, почевши од 2. века нове ере, а до краја 4. века већина урбаног становништва и одређена берберска племена биће хришћани. Овај предео био је кључан за римску државу и често му је дат надимак "житница Рима" јер су усеви за велики део западног царства узгајани и извожени из Мауретаније. Римљани ће се задржати овде све до најезде германских Вандала, који су 435. отели за себе северну Африку.

### Средњи век
Римљани ће се још једном, задњи пут, вратити у северну Африку током Јустинијанових освајања. Његов генерал Велизар истерао је вандалског краља Гелимера из Африке 534. године и успоставио римску власт, након чега је наставио освајање у Италији. Иако удаљена од садашњег центра државе, Африка је остала важна провинција за римску (византијску) политику. Била је једна од два егзархата (војне провинције) у римској држави и била је прво упориште Ираклија, једног од најважнијих римских владара и родоначелника истоимене династије.

#### Исламска освајања и владавина калифе
Омејадски арапски калифат освојио је северну Африку после неколико покушаја између 667. и 699. године. Арапска војска наставила је свој пут ка Хиспанији коју су освојили од Визигота у року од неколико година, где је се и зауставила. Омејади су, иако исламско царство, веома ценили арапски идентитет и порекло и желели су да створе муслиманско-арапску владајућу класу над покореним берберским становништвом. Порези на домороце су били огромни, а Бербери који су прешли на ислам су и даље били третирани као грађани друге класе. Ово и разлике у теолошким гледањима довело је берберску популацију северне Африке у побуну против калифе, која је трајала годину дана до 740. године. Била је успешна захваљујући другим проблемима које су задесиле Омејадско царство, укључујући и грађански рат који је збацио ову династију са власти и успоставио Абасидски калифат. Абасиди су успели да поврате владавину у Африци (римској провинцији/данашњем Тунису, Ифрикији на арапском), али никад у целој северној Африци.

#### Независне краљевине
Калифатску власт у Магребу замениле су многе мање берберске и арапске династије, са варирајућим успехом. Рустамиди, Зириди, Хафсиди, и други су размењивали улоге делимичне власти северном Африком, а неки од њих успели су да успоставе и сопствене калифате, као што су то урадили шиитски Фатемиди, који су своју власт доцније успоставили у Египту и играли улогу у Крсташким ратовима. У међувремену власт у Мароку успела је да учврсти Алморавидска династија. Њихови наследници, Алмохади, успоставили су власт над читавим Магребом почевши од 1160. године. Алмохади пратили су радикалну варијанту Ислама и имали су јаке претензије ка Шпанији, где су се борили против хришћанске превласти као и њихови претходници. Ове борбе су исцрпеле државу која је сад почела да трпи унутрашње побуне, и Зената Бербери у Мароку искористили су ово да започну побуну и оснују своју племенску краљевину. Одатле потиче распад Алмохадског калифата који траје неких 6 деценија све до пада њиховог задњег упоришта 1271. године.
После пропасти ове државе у сваком пределу Магреба завладале су засебне династије. У централном пределу то су урадили Зајаниди, који су својом краљевином, која се протезала целим приобалним Алжиром, владали из Тилимсана од 1235. до 1554. Њихова власт над овим подручјем била је чврста до доласка Османске империје 1515. године.
Земље на овом простору су се неретко бавиле гусарењем. Муслимански гусари пљачкали су обале Италије, Шпаније и Француске и одатле узимали много блага и робова. Како је европско морепловство напредовало, напади су били све неуспешнији, и европски владари успели су да потуку Муслимане и натерају их на примирја којима су им одузимани приобални градови. Сам град Алжир пао је под шпанску власт негде после 1510. године. Овај детаљ је кључан у разумевању начина на који су Османлије завладале овим простором.

### Османска владавина
До почетка 16. века, берберске земље изгубиле су свој монопол над Средоземним морепловством. Сем Алжира, шпанске гусарске банде контролисале су Мелиљу, Оран, Триполи, Тенес и друге обалне градове. У истом времену, османски гусари Хајрудин Барбароса и његов брат Оруч Барбароса радили су за Хафсидску власт у Тунису и успешно истеривали хришћанске флоте. Оруч је пренео своје базе операција у Алжир, који је узео Шпанцима 1516. године, и затим покушао да отме Тилимсан зајанидским владарима. У овом обрачуну је и погинуо 1517, а Хајрудин је, чувши ово, затражио помоћ Османлија у освајању Тилимсана под условом да сви његови поседи буду формално османски. Пре него што је турска подршка могла да допре, Шпанци су поново заузели Алжир, а Барбароса га је поново ослободио 1525. Османлије су одговориле на његов позив за помоћ пославши 2.000 војника с артиљеријом. Барбароса је 1533. отишао за Цариград, а као владара у Алжиру поставио је Хасан Агу. Барбароса се касније пензионисао 1544, а отоманске власти поставиле су његовог сина, Хасана Пашана, као новог беглербега. Беглербегови су били доживотни владари у Алжиру све до 1587, када османске власти и овде крећу постављати паше са терминима од три године. Алжир је постао главно упориште Османлијама у рату који су водили против Шпанаца, као и каснијих конфликта против Марока. Шпанци су евентуално потписали мир са Турцима 1578. године, али гусарски напади на обале Европе нису престајали све до раног деветнаестог века. Пиратерија је постала невиђено учестала у Алжиру и алжирски гусари често су улазили у директне конфликте против многих европских сила.

#### Англо-берберска пиратерија
Почевши од 1603. па све до краја 17. века, Енглези и берберски гусари сарађивали су нападима на католичке флоте. Разлог за ово био је првенствено мржња између Протестаната и Католика у Европи, али и чињеница да је енглески краљ Џејмс I законски укинуо гусарење енглеским бродовима, који су до тад у служби Енглеске нападали шпанске поседе на Карибима. Беспослени морепловци видели су прилику за посао у Османском царству, те су своје операције наставили одатле. Пљачкали су француске и шпанске луке и узимали којекаква богатства и робове, а неки од њих прешли су и на Ислам. Овим подухватима укључили су се и протестантски Холанђани. Неки од познатијих протестантских пирата били су Питер Истон, Џек Ворд, Зимен Дансекер и Мурат Рејс.
Европским силама се ово никако није допадало, па чак ни Енглеској, која је 1621. године послала флоту у Алжир у нади да ослободи неки број робова. Шпанци су, као предзнак за мир, укинули гусарење у својој флоти 1615, а Французи, који су иначе били савезници Османлија, првобитно су протестовали дешавања, па се затим и сами укључили у нападе на обале Алжира. Католички бискупи су се такође борили против робовања хришћана откупљивањем робова од пирата.

#### Данско-алжирски рат
Данска трговина знатно се проширила у Медитерану током осамнаестог века. Ради заштите од пирата, Данци су потписали уговор са Берберима поводом ког исплаћују одређену суму новца Берберима под условом да не буду нападани. Када је власт у Алжиру преузео Баба Мухамед бен Осман 1766. године, захтевао је да се сума новца коју Данци исплаћују повећа. Захтев је одбијен, и Алжирци су почели нападе на данске бродове. Године 1770. из Копенхагена послата је флота са циљем бомбардовања Алжира. Алжирци су одбили преговарање, а хришћанско бомбардовање било је неуспешно. Бербери су после још неколико година мањих сукоба натерали Данце на мир 1772. којим су били приморани да повећају суму исплате и да појединачно плате ослобођење сваког скандинавског роба отетог током ратовања.

#### Берберски ратови
Пиратерија наставила је да се одвија све до раног 19. века, и проузроковала је два Берберска рата којим је и окончана. Муслиманске флоте су већ почеле да заостају за боље опремљеним европским бродовима, те је избијање рата било једино питање времена. Бербери су у својим нападима циљали и на бродове новонасталих САД, што од власти у Вашингтону није остало непримећено. Американци и Швеђани заједно су отпочели први рат 1801. године, не против Алжира, већ против других берберских земаља, и до 1805. су их потукли и натерали на мир. Други берберски рат вођен је искључиво између Алжира и Сједињених Држава 1815. године, опет резултујући у победи Американаца. 1816. Холанђани и Британци заједно су бомбардовали Алжир и ослободили преко 3 хиљаде робова, окончавајући масивно гусарење на западном Средоземљу.

### Француска владавина
Под изговором увреде њиховог конзула, Французи су извршили инвазију на Алжир (Algiers) 1830. године. Жесток отпор од људи као што је Емир Абделкадер успорили су освајање Алжира које је технички комплетирано тек почетком 20. века.
Ипак, у међувремену су Французи уврстили Алжир у саставни део метрополске Француске, и тај статус је трајао до колапса четврте републике. Десетине хиљада досељеника из Француске, Италије, Шпаније, и са Малте је дошло у Алжирску приморску равницу где су оснивали фарме и заузимали најбоље делове алжирских градова, користећи француску владавину и њену конфискацију јавног земљишта. Људи европског порекла у Алжиру (pied-noir), алжирски староседеоци-Јевреји су били пуноправни држављани Француске почев од краја 19. века - за разлику од велике већине алжирских Муслимана који су остали изван француског закона, и нису имали ни француско држављанство ни право гласа. Ткање алжирског друштва је било напето до пуцања у овом периоду: писменост је масовно опадала, док се због конфискација земље већина становништва све више узбуњивала.

### Независност и савремена историја
Године 1954. Фронт националног ослобођења (FLN) је започео герилски Алжирски рат за независност; после готово деценије урбаног и руралног ратовања, успели су да изгурају Французе 1962. Већина од 1.025.000 pieds-noirs, као и 91.000 harkis (профранцуских Алжираца муслимана), или око 10% становништва Алжира је 1962. побегло из Алжира у Француску, за само неколико месеци.
Први алжирски председник, вођа ФЛН-а, Ахмед Бен Бела, је био збачен од стране свог некадашњег савезника, и министра одбране, Хуарија Бумедијена, 1965. Алжир је потом био релативно стабилан наредних скоро 25 година, под једнопартијским социјализмом Бумедијена и његових наследника.
Током 1990-их, Алжир је запао у крвави грађански рат, пошто је војска спречила исламистичку политичку партију, Фронт исламског спаса, да преузме власт, после првих вишепартијских избора. више од 100.000 људи је побијено, често у ничим изазваним масакрима цивила, од стране герилских група попут Оружане исламске групе.

## Политика
На челу државе је председник републике чији мандат траје 5 година. Алжир има универзално право гласа. Председник је на челу Савета министара и Високог безбедносног савета. Он поставља премијера, који је на челу владе. Премијер поставља Савет министара.
Алжирски парламент је дводомни, састављен од доњег дома, Националног народног већа (APN), са 380 чланова и горњег дома, Националног савета, са 144 члана. APN се бира на сваких 5 година.

### Административна подела
Алжир је подељен у 48 wilayas, или покрајина:
1. Адрар (Adrar)
2. Шлеф
3. Лагуат (Laghouat)
4. Ум ел Буаги (Oum el Bouaghi)
5. Батна (Batna)
6. Беџаја (Bejaia)
7. Бискра (Biskra)
8. Бешар (Bechar)
9. Блида (Blida)
10. Бујра (Bouira)
11. Таманрасет (Tamanghasset)
12. Тебеса (Tebessa)
13. Тлемсен (Tlemcen)
14. Тијарет (Tiaret)
15. Тизи Узу (Tizi Ouzou)
16. Алжир (Alger)
17. Џелфа (Djelfa)
18. Џиџел (Jijel)
19. Сетиф (Setif)
20. Сајида (Saida)
21. Скикда (Skikda)
22. Сиди Бел Абес (Sidi Bel Abbes)
23. Анаба (Annaba)
24. Гелма (Guelma)
25. Константин (Constantine)
26. Медеја (Medea)
27. Мостаганем (Mostaganem)
28. Мсила (M'Sila)
29. Маскара (Muaskar)
30. Варгла (Ouargla)
31. Оран
32. Ел Бајад (El Bayadh)
33. Илизи (Illizi)
34. Борџ Бу Арериџ (Bordj Bou Arreridj)
35. Бумердес (Boumerdes)
36. Ел Тарф (El Taref)
37. Тиндуф (Tindouf)
38. Тисемсилт (Tissemsilt)
39. Ел Ујед (El Oued)
40. Хеншела (Khenchela)
41. Сук Ахрас (Souk Ahras)
42. Типаса (Tipaza)
43. Мила
44. Ајн Дефла (Ain Defla)
45. Нама
46. Ајн Темушент (Ain Temouchent)
47. Гардаја (Ghardaia)
48. Релизан (Relizane)

## Привреда
Сектор угљоводоника је основа привреде, учествујући са 60% у буџету, 30% у БДП-у и са преко 95% у заради из извоза. Алжир је пети у свету по резервама природног гаса и други је у свету по извозу гаса; 14. је по резервама нафте.
Од осталих значајних извозних производа ту су стока (овце, волови и коњи) и сточни производи (вуна и кожа), вино, житарице (раж, јечам, зоб), воће (углавном смокве и грожђе) и поврће, семење, еспарто трава, уље и биљни екстракти (првенствено маслиново уље), руда гвожђа, цинк, фосфати, дрво, плута и дуван. Парадоксално је да Алжир упркос томе што извози вуну, такође вуну и увози, те да увоз вуне премашује извоз.
Алжир углавном увози машине, шећер, кафу, металне производе свих врста и одећу. Највише се увози из САД, чак 20,6%.
Кроз историју, алжирско економија је пролазила раздобље планске економије (од 1962. до 1978), затим раздобље кризе и реструктурирања (1978—1987.]]) да би након приватизацијске кризе (1988—1993.]]) уследило раздобље транзиције на тржишну економију (1994—2000.]]). Током планске економије, Алжир је национализовао кључне секторе националне привреде (нафтна индустрија, рудници, стране осигуравајуће куће). Такође, извршена је и аграрна реформа. Разлог раздобља кризе крајем 1970-их и током 1980-их био је нафтни шок због којег су цене нафте пале за 40%. То је уништило алжирске планове да земља развије јаку индустрију у различитим сегментима те је показало колико је рањив једини снажни индустријски сектор у Алжиру, индустрија нафте. Током транзицијског раздобља дошло је до либерализације цена и спољашње трговине те репрограмирања спољашњег дуга.
Алжир има велике спољне дугове. Финансијски и економски индикатори су се поправили средином 1990-их, делом због политике реформи подржаних од стране ММФ-а, и репрограма дуга Париском клубу. Алжирске финансије су имале користи током 2000. и 2001. од привременог скока цена нафте, и чврсте државне фискалне политике, што је довело до великог раста трговинског суфицита, рекордно високих девизних резерви, и редукције спољног дуга. Константни владини напори да развије разноврсност привреде привлачењем страних и домаћих инвестиција изван енергетског сектора су имали малог успеха у смањивању високе незапослености, и унапређењу животног стандарда. 2001, влада је потписала споразум са Европском унијом, који би требало да снизи таксе, и повећа трговину. БДП по становнику 2012. године је био $7500, што Алжир сврстава у богатије земље у Африци.
Алжир тренутачно има једну берзу вредносних папира, која је лоцирана у главном граду Алжиру.

## Становништво
Око 90% Алжираца живи у северним, приобалним деловима Алжира. Мешана берберска и арапска популација је углавном исламске вероисповести (99%); остале религије су заступљене само у екстремно малим групама, углавном сачињеним од странаца.
Од 75% до 85% становништва се изјашњава као Арапи, док се 15% до 20% изјашњава као Бербери. Од колонијалних времена па све до 1960-их година, око 10% алжирске популације били су пореклом европљани, највише француског, шпанског и италијанског порекла. Између 90.000 и 165.000 Сахараца из Западне Сахаре живи у избегличким камповима. Такође, у земљи живи око 4.000 палестинских избеглица и око 35.000 кинеских радника.
Насеља у Сахари су углавном сконцентрисана око оаза, али око 1,5 милиона људи још увек живи номадским начином живота.

### Језик
Званични језик је aрапски, матерњи језик за око 80% популације, која користи дијалекатску форму „Дарџа“ („Darja“); осталих отприлике 20% говори берберске језике попут Кабиле, (Kabyle), Чауиа (Chaouia), Тамахака (Tamahaq) (осим једне оазе, Табелбала, где се говори дијалекат језика Сонгај (Songhay).) Доста људи говори француски, али то је језик који се махом учи у школама, а врло ретко је матерњи језик.

### Религија
Вероисповест готово свих Алжираца је сунитски Ислам који је и државна религија. Службене статистике говоре да од свих Алжирца, 97,9% су муслимани. Несунитски муслимани у Алжиру су ибади, којих је 290 хиљада, а живе у долини Мзаб у покрајини Гардаја. Атеисти и остали без вере нису урачунати у статистикама. Пре независности, у Алжиру је живело око 1,3 милиона хришћана, док данас процене варирају од 20.000 до 200.000.

Такође у Алжиру живи око 150 хиљада хришћана, од којих је 10 хиљада римокатолика, од 50 до 100 хиљада евангеличких протестаната, углавном пентекосталаца), према подацима вође Алжирске протестантске Цркве, Мустафе Крима. Процењује се да је почетком 1980-их у Алжиру живело 45 хиљада римокатолика који су углавном били странци (Европљани, Африканци, верници с Блиског истока и Јужне Америке) или туземци у браку са особама досељеним из Француске или Италије. Туземаца је врло мали број.
Алжир је некада имао важну јеврејску заједницу све до 1960-их. Скоро цела заједница је иселила након што се Алжир осамосталио.

## Култура
Раи, локално развијена форма поп музике, је врло популарна у Алжиру, а ужива и популарност у иностранству, махом у Француској где живи велики број Алжираца. Традиционалније форме укључују Чааби музику (Chaabi music) (алжирска фолк музика), и Андалузијску музику (Andalusi music), „класичну“ музику Алжира, која је проистекла из дворске традиције маварске Шпаније.